# اوک‌مونت (ویرجینیای غربی)
اوک‌مونت (به انگلیسی: Oakmont) یک منطقهٔ مسکونی در ایالات متحده آمریکا است که در شهرستان مینرال، ویرجینیای غربی واقع شده‌است.